# بنگاه مستقل آبیاری
بنگاه مستقل آبیاری نهادی است که از سال ۱۳۲۲ هجری شمسی زیر پوشش وزارت کشاورزی عهده‌دار اصلاح و توسعه امور آبیاری و نظارت بر آن بود و بعدها تشکیلات آن به وزارت آب و برق تبدیل شد. 

## تأسیس
بنگاه مستقل آبیاری در دوران وزارت کشاورزی اعتبارالدوله در سال ۱۳۲۲ خورشیدی با هدف توسعه و اصلاح امور آبیارى تأسیس و با بودجه سالیانه چهار میلیون و پانصد هزار تومان تأسیس شد. این بنگاه براى استفاده از آب‌هاى زیرزمینى و حفر چاه‌های عمیق از خارج متخصص استخدام کرد و به مالکان زمین‌های کشاورزی در آبیارى یا زه‌کشى یا سدسازى کمک فنى می‌داد. 

## انحلال
در سال ۱۳۴۴ بنگاه مستقل آبیاری منحل و اهداف و وظایف آن بنگاه در قالب وزارت آب و برق دنبال شد. تشکیلات وزارت آب و برق را شورایعالی اداری تدوین کرد و به تصویب هیئت وزیران وقت رساند. 